# Biblioteca storico-francescana e picena San Giacomo della Marca
La biblioteca storico-francescana e picena San Giacomo della Marca è un'istituzione ecclesiastica di Falconara Marittima, comprendente anche l'Archivio storico della provincia picena e la Pinacoteca Internazionale “In nome di San Francesco”. Sorta sull'eredità di un'altra biblioteca, allestita a Matelica, per volere e impegno di padre Candido Mariotti, sul finire del XIX secolo, essa ha continuato costantemente ad accrescere il proprio patrimonio librario, diventando nel tempo un punto di riferimento per gli studi sul francescanesimo e sulla storia marchigiana.

## Storia

### La Biblioteca provinciale dei Minori marchigiani di Matelica
Il 4 ottobre 1897, la Costituzione Apostolica di Leone XIII Felicitate quadam decretò l’unione di quattro famiglie minoritiche francescane in un unico Ordine, da una parte ricomponendo una divisione percepita ormai come anacronistica, dall'altra, però, ignorando le specificità che ogni compagine aveva maturato nel corso dei secoli. Per la regione Marche, questo significò l’aggregazione della provincia Lauretana degli Osservanti a quella di San Pacifico dei Riformati, con l’acquisizione del nome che tutt'oggi le è affidato, e cioè quello di provincia Picena. In tale contesto, Candido Mariotti ricevette l’incarico di padre provinciale della nuova circoscrizione e maturò l’idea di costituire una Biblioteca francescana che potesse attestarsi come organo bibliografico di riferimento per tutti i confratelli della provincia e per gli studiosi dell’ordine. Il progetto cominciò a delinearsi più chiaramente all'inizio del XX secolo, con l’allestimento di un fondo librario presso il convento di San Francesco di Matelica; tale nucleo fu creato su una selezione dei volumi precedentemente conservati dai frati di Marciano, Montefiorentino e Montemaggio e sfuggiti, per vari motivi, all'attenzione del giovane Stato Italiano che, all'indomani dell’unità, aveva provveduto alla requisizione dei beni ecclesiastici, al loro censimento e infine al loro passaggio in istituzioni pubbliche statali. Duplice era lo scopo della biblioteca: se da un lato essa doveva garantire a studenti e studiosi la disponibilità di un nucleo librario su cui sviluppare le proprie ricerche, dall'altro aveva indubbiamente anche un ruolo istituzionale di grande importanza, evidente già da quell'attributo, francescana, che intendeva richiamare la tradizione comune da cui nascevano le due famiglie minoritiche divenute in quel momento una sola realtà.
Eppure, la situazione non riuscì a stabilizzarsi e le continue tensioni che contrapponevano le varie compagini indussero Pio X, successore di Leone XIII, a revocare la Felicitate quadam l’8 gennaio 1911  e a ricreare due ordini distinti: quello degli Osservanti e quello dei Riformati. Durante il processo di riassegnazione dei conventi che seguì al provvedimento pontificio, il convento di Matelica fu destinato alla famiglia dei Riformati, che insieme all'edificio ebbe in eredità anche la biblioteca. Il provvedimento, naturalmente, non lasciò indifferente padre Mariotti, che dell’istituzione era stato il principale autore, come si può osservare dalle lettere e dalle minute conservate nel suo ampio epistolario custodito in Biblioteca. In esso emergono le preoccupazioni di Mariotti e soprattutto la sua volontà di rientrare in possesso della propria creazione, come attestato dalle numerose richieste di spostamento della biblioteca da Matelica a Jesi, sede degli Osservanti. Una richiesta che, insieme ad altre, venne però sempre declinata, almeno fino al sospirato intervento della Santa Sede che, nel 1915, riassegnò il convento di Matelica agli Osservanti, implicitamente riconsegnando loro anche la biblioteca e tutto il contenuto. La guida di Mariotti non tardò a far sentire il proprio intervento, dapprima nell'organizzazione dell’istituzione, e poi nella creazione di strumenti necessari alla sua corretta gestione, quale il catalogo del posseduto che venne realizzato nel 1925 e che si conserva ancora oggi; grazie ad esso godiamo di un’istantanea del patrimonio matelicese che, a quell'altezza temporale, comprendeva ben 2449 titoli, divisi sapientemente per argomento dai successori di Mariotti.

### Le trattative e il trasferimento a Falconara Marittima

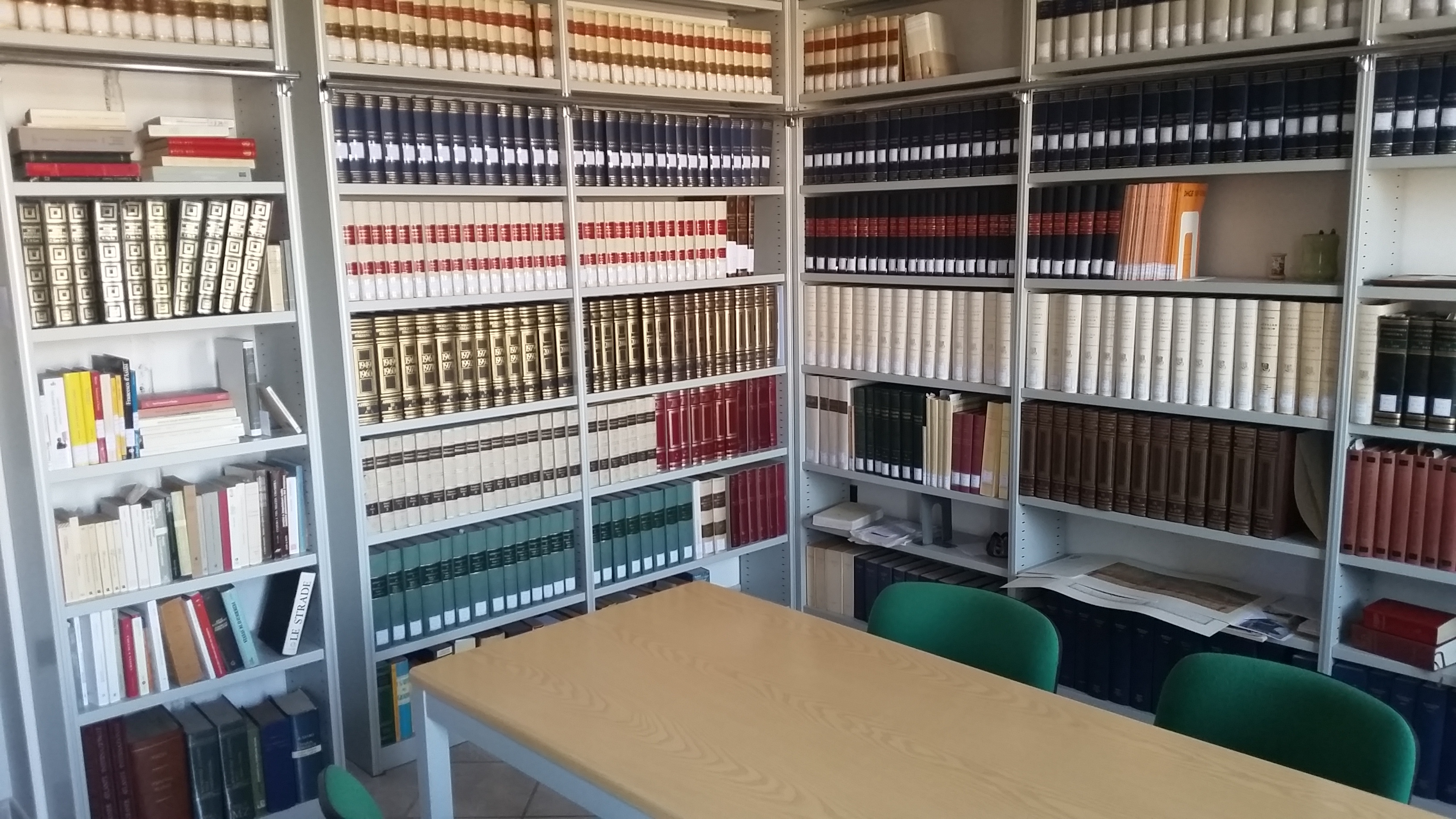
La sala di lettura con le opere in consultazione

Nel 1935 prese avvio la seconda fase della storia della Biblioteca; il nuovo padre provinciale Ferdinando Diotallevi, infatti, desiderava che l’istituzione potesse diventare un polo culturale di primaria importanza non soltanto per gli studiosi interni all'ordine francescano, ma anche per quelli esterni, e propose il suo trasferimento a Falconara Marittima. La scelta, naturalmente, non era casuale: la posizione della città si inseriva perfettamente nel quadro progettuale concepito da Diotallevi, in quanto le infrastrutture e le possibilità di collegamento che essa offriva, tra cui la stazione ferroviaria e la comoda rete stradale, avrebbero permesso ai potenziali utenti di raggiungere facilmente la Biblioteca collocata in locali appositamente costruiti presso il convento di Sant'Antonio. Purtroppo la seconda guerra mondiale, coinvolgendo il territorio cittadino, non risparmiò il patrimonio della Biblioteca, che subì alcuni danni nel 1944 a causa dell’esplosione di una bomba nel piazzale dell’edificio. Con la fine della guerra, la situazione tornò alla normalità e padre Diotallevi, ripresa la guida dell’istituzione, curò le operazioni di riordino del posseduto, grazie all'aiuto di figure che segnarono la storia della Biblioteca stessa, come Giacinto Pagnani, autore dei primi cataloghi della nuova sede, atti a fornire supporto bibliografico agli utenti dopo l’apertura completa al pubblico negli anni ‘60, e Bernardino Pulcinelli, che come il precedente sarebbe divenuto direttore della Biblioteca.
Nel tempo essa accrebbe la propria importanza sul territorio, riuscendo non soltanto a qualificarsi come organo centrale della provincia, ma anche ad assumere l’incarico di conservare l’Archivio provinciale, ad organizzare importanti convegni su San Giacomo della Marca e a patrocinare l’edizione della rivista Picenum Seraphicum. Fu questo il momento in cui, considerando l’orizzonte che la Biblioteca stava conquistando anche in termini di utenti “esterni”, si decise di ampliare l’offerta documentale prevedendo un fondo dedicato allo studio della storia marchigiana; una scelta che, per tappe, comportò anche il progressivo raffinamento del nome della Biblioteca, che nel 1995 venne mutato in quello che ancora oggi la contraddistingue. 

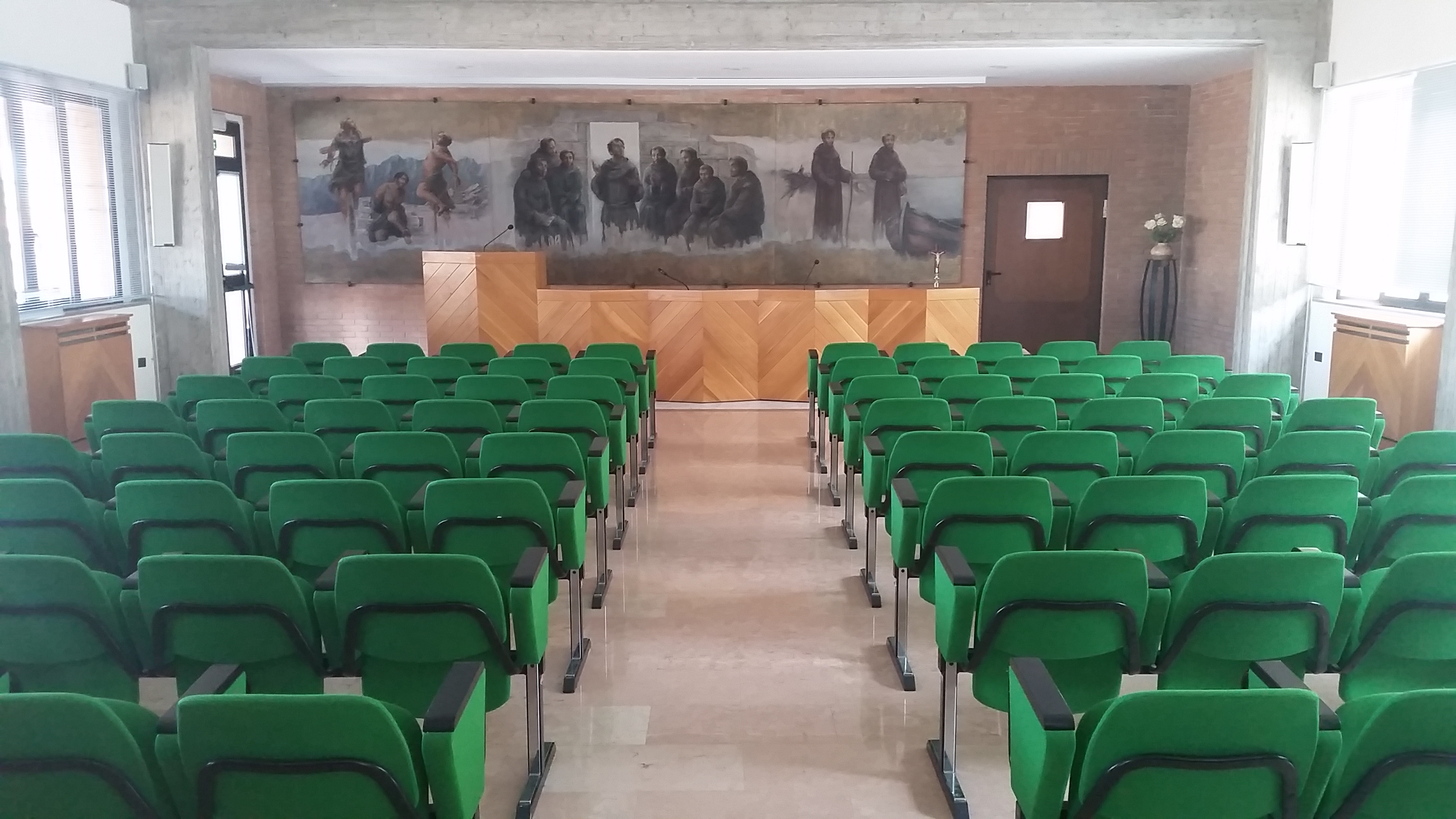
La sala conferenze

Un ultimo cambiamento che interessò la storia della Biblioteca intervenne nel 2003, quando il patrimonio venne trasportato nei nuovi locali appositamente costruiti accanto al convento per ospitare la Biblioteca, l’Archivio e, successivamente, la nuova Pinacoteca. L’edificio, che tutt'oggi ospita il posseduto, è dotato di un ampio parcheggio privato e si struttura su tre piani: al primo è ospitata la Pinacoteca, di stampo contemporaneo e tutta dedicata a San Francesco e al francescanesimo; al secondo piano si ha un’ampia sala conferenze, una sala di lettura a scaffale aperto attrezzata con i volumi che vengono consultati con più frequenza, e i depositi del fondo moderno e delle riviste; al terzo piano, infine, si conservano il fondo antico, il fondo stampe e l’Archivio.
Con l’avvento alla direzione di padre Bernardino Pulcinelli, il patrimonio cominciò a subire processi di risistemazione miranti ad un’organizzazione del materiale che favorisse l’utilizzo dello stesso nel modo più comodo ed immediato possibile. Nell'ottica di una biblioteca come “organismo che cresce” e in cui la diffusione della conoscenza viene percepito come una delle mission fondamentali, il personale provvedeva e provvede tuttora ad apposite campagne di catalogazione digitale, come quelle condotte oggi dal team scientifico del direttore padre Lorenzo Turchi e del vicedirettore padre Gabriele Lazzarini.

## Patrimonio
Il patrimonio della Biblioteca conserva documenti di grande importanza e molto diversi tra loro sotto il profilo del supporto: accanto a codici e appunti manoscritti, infatti, figurano testi antichi a stampa, libri moderni di materia francescana o marchigiana, una ricca raccolta di stampe e carte geografiche, una collezione di immagini sacre, di reliquie e altri oggetti di culto. Sebbene gran parte del materiale debba ancora subire un attento processo di catalogazione, la ricognizione effettuata nel 2008 sotto la guida dell’allora direttore padre Lazzarini ha permesso di individuare il valore e l’importanza storica del posseduto della Biblioteca, in continuo e costante aggiornamento, sia dal punto di vista delle acquisizioni, sia della catalogazione.

### Il fondo manoscritti

Nota di possesso di San Giacomo della Marca sul codice contenente le Derivationes di Uguccione da Pisa e il VII libro delle Etymologiae di Isidoro di Siviglia

Bolla Ob sacrae religionis di Pio II, conservata in Biblioteca

Comprendente 80 manoscritti risalenti all'arco temporale XV-XIX secolo, il fondo manoscritti della Biblioteca si pregia, tra l’altro, di 32 codici provenienti dalla libraria personale di San Giacomo della Marca da Monteprandone, divisa proprio tra Falconara e la città d’origine del santo. Nel fondo figurano elementi di notevole interesse culturale, quali un codice miscellaneo contenente alcuni estratti del Corano, utilizzati da San Giacomo per la preparazione delle sue predicazioni in piazza, i Sermones dominicales, per lungo tempo ritenuti autografi, e il codice contenente le Derivationes di Uguccione da Pisa e il VII libro delle Etymologiae di Isidoro di Siviglia, reso unico dalla presenza di una annotazione manoscritta di San Giacomo sul verso della carta di guardia finale, recante l’indicazione del prezzo di acquisto del volume. Oltre ai codici appartenuti a San Giacomo, la Biblioteca conserva anche altri materiali manoscritti, quali l’epistolario di padre Candido Mariotti, quaderni di studio dei vari religiosi entrati in contatto con il convento, trattati teologici e sermoni, custoditi nelle stesse stanze dell’Archivio. E proprio all'Archivio vanno fatti risalire i documenti del fondo pergamene, comprendente circa 100 elementi, datati dal IX al XIX secolo e comprendenti atti notarili, bolle pontificie e addirittura un’interessante concessione del collegio cardinalizio, pressoché unica nel suo genere perché recante ancora, appesi a fili di seta gialli e rossi, gli stemmi in ceralacca di tutti i cardinali coinvolti. Rientra in questo specifico fondo anche la bolla di Pio II Ob sacrae religionis con cui il santo padre vietava espressamente, sotto minaccia di scomunica, il furto dei libri appartenenti alla collezione di San Giacomo nel convento di Santa Maria delle Grazie di Monteprandone.

### Il fondo antico a stampa
Il fondo antico a stampa comprende più di 5 000 edizioni, di cui 76 incunabole, cioè pubblicate nei primissimi anni dopo l'introduzione della stampa e, comunque, prima del 1500; si tratta di opere riconducibili ai principali autori della materia francescana, come Giovanni Duns Scoto, studioso, tra l’altro, del dogma sulla Immacolata concezione, San Bonaventura, Bartolo da Sassoferrato, ma sono conservate anche ben 5 edizioni della Bibbia.
Quanto alle edizioni comprese tra il 1500 e il 1831, si può affermare con sicurezza che gli esemplari conservati in Biblioteca sono proprio quelli raccolti da padre Mariotti e utilizzati per l’allestimento della biblioteca matelicese; tra essi figurano le opere di Guglielmo Plati, Silvestro Manardi, Pierre Tartaret, Francesco Panigarola, Duns Scoto ed altri.

### Il fondo moderno
Il fondo moderno conta, ad oggi, più di 30 000 volumi, frutto di scambi, doni o acquisti operati dalla Biblioteca nel corso della sua storia. Esso si presenta diviso, anche fisicamente, in due sezioni, ospitate materialmente in due sale distinte della Biblioteca stessa: quella francescana e quella marchigiana.

#### La sezione francescana
Comprende libri e documenti utili alla ricostruzione e allo studio della storia francescana dalle origini ad oggi. Oltre a risorse fondamentali come la Cronistoria del Talamonti o le opere di padre Mariotti, fanno parte di questa sezione volumi dedicati alla liturgia francescana, alla iconografia, alla architettura e alla letteratura, così come repertori di autori, cataloghi e gli atti dei principali convegni francescani. A testimoniare l’interesse per le missioni in Terra Santa, forte già negli interessi del fondatore della Biblioteca, è una sezione specificamente dedicata, comprendente non solo volumi monografici ma anche numerosi periodici.

#### La sezione marchigiana
Composta di testi di storia locale divisi per province e, al loro interno, per città, la sezione marchigiana è la più recente nel patrimonio della Biblioteca, sia per qualità dei volumi conservati che per scelte istituzionali, dal momento che soltanto dopo il trasferimento a Falconara Marittima cominciò a far parte della collezione. Accanto a libri dedicati alla storia religiosa locale, si hanno volumi riguardanti la storia dell’arte, l’architettura, l’economia e la letteratura, nonché alcune interessanti biografie di personaggi contemporanei, saggi sul folklore e materiali turistici, che mettono in luce aspetti storici e artistici delle principali località marchigiane.

### Periodici
Composta di 87 testate, anche la collezione dei periodici della Biblioteca è divisa in due macro-sezioni, dedicate al francescanesimo e alla storia marchigiana. Sorta sulla base della raccolta libraria di Matelica, essa ospita testate nazionali e internazionali, tra le quali si segnalano gli Atti della Deputazione di storia patria, l’Archivum Franciscanum historicum, Franciscan Studies e Studia Picena. Numerose, come si diceva, anche le riviste dedicate alle missioni francescane nel mondo, testimonianza dell’attenzione con cui Mariotti seguiva lo svolgersi di queste attività dell’Ordine.

### Il fondo stampe

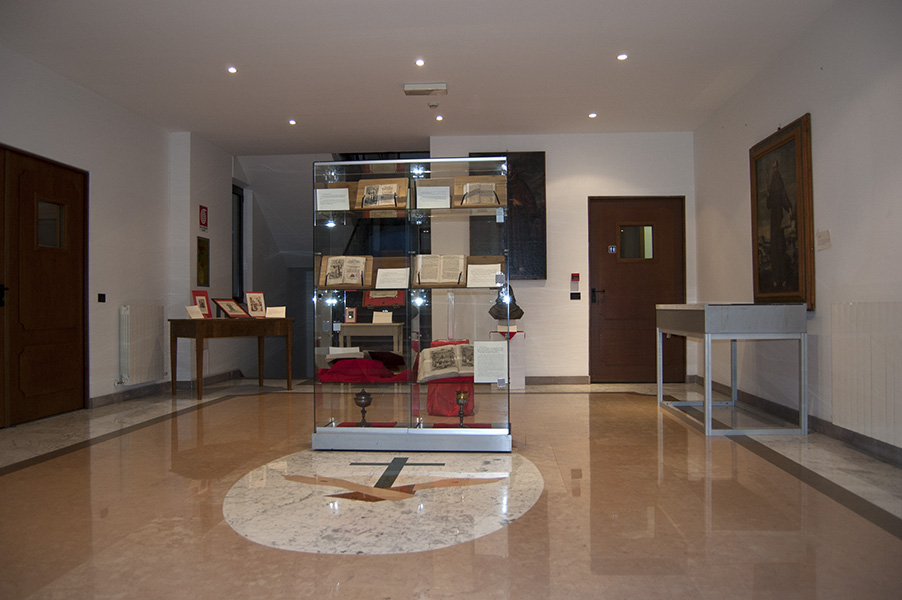
Esposizione di documenti su San Giacomo della Marca nell'atrio della Biblioteca

Il fondo conserva circa 800 stampe, di cui 500 a carattere sacro e comprendenti anche lavori del celebre incisore Bruno da Osimo; le altre 300, invece, sono mappe e carte geografiche che negli anni novanta del XX secolo hanno dato vita al Centro di Documentazione Cartografica Marchigiana; si tratta di carte dell’Istituto geografico militare, di mappe antiche e moderne, di studi di cartografia e di vedute di città locali, tra cui si segnala una pianta di Ancona del 1569 realizzata da Giacomo Fontana.

### Altre collezioni
La biblioteca conserva anche una collezione, voluta da padre Pulcinelli, dedicata ai Fioretti di San Francesco e comprendente circa 230 edizioni, tra cui una incunabola risalente al 1489, una in braille, alcune illustrate ed altre in varie lingue del mondo, tra cui il cinese. Altro fondo interessante è quello musicale, composto da 76 manoscritti appartenenti all'arco cronologico XVI-XX secolo e da numerosi altri documenti (si segnalano in particolare un cantorino della prima metà del 1400, un antifonario membranaceo con splendide miniature, realizzato nel 1697, alcuni frammenti in pergamena di canto gregoriano risalenti ai secoli X-XIII e un Responsorio di San Pasquale del celebre compositore marchigiano Gaspare Spontini). Di notevole interesse per la peculiarità del materiale è anche la piccola raccolta di reliquie, una delle quali, di San Giacomo della Marca, raccolta personalmente da padre Mariotti, nonché il fondo Medaglistica e sfragistica, comprendente medaglie commemorative realizzate in occasione di particolari celebrazioni e sigilli un tempo utilizzati nei vari conventi marchigiani.

## Cataloghi

### Cataloghi cartacei
In Biblioteca sono disponibili quattro cataloghi cartacei: uno manoscritto, redatto nel 1925, che attesta il posseduto monografico e periodico dell'istituto di Matelica; uno a schede, ordinato per autore e per soggetto, aggiornato agli anni 1960 del XX secolo, e realizzato in occasione dell'apertura al pubblico della Biblioteca; uno dedicato alle edizione incunabole e infine uno riservato ai manoscritti.

### Cataloghi online
La Biblioteca è iscritta al Sistema Bibliotecario Nazionale e cataloga il proprio posseduto secondo gli standard ICCU. Per consultare il catalogo è possibile collegarsi all'OPAC nazionale SBN o al portale BiblioMarche Nord.
Per quanto riguarda il patrimonio archivistico, è in corso il riordino e la schedatura attraverso il programma di gestione documentale CEIAR.

## I Bibliotecari

### Candido Mariotti
(Gagliole [MC], 11/11/1839 – Matelica, 6/01/1922) Prese i voti nell'aprile del 1858 e, dopo pochi anni, venne inviato a Dubrovnik per insegnare filosofia e teologia. Qui, venne nominato anche bibliotecario, un incarico che gli permise di sviluppare esperienza e professionalità decisamente utili per le esperienze future. Rientrato in Italia, infatti, nel 1888 ricevette l’incarico di postulatore generale delle cause dei santi e, nel 1899, quello di ministro provinciale delle Marche, in occasione del quale fondò la Biblioteca matelicese che è all’origine dell’attuale istituto di Falconara Marittima.

### Ferdinando Diotallevi
(Montemarciano [AN], 2/09/1869 - Falconara Marittima, 14/01/1958) Entrò nell'Ordine degli Osservanti nel 1884, e nel corso della sua carriera fu superiore della Missione di Costantinopoli (1909), ministro provinciale (addirittura in tre mandati), custode di Terrasanta e visitatore generale dell’Ordine. Dopo il 1935 venne trasferito nel nuovo convento di Falconara Marittima dove rimase per tutta la vita.

### Giacinto Pagnani
(S. Michele di Fabriano, 16/081911 - Sassoferrato, 18/041986) Entrò nell'Ordine nel 1932. Dagli anni ’60 del Novecento aveva ottenuto l’incarico dal Comune di Sarnano di occuparsi non solo dell’Archivio storico comunale, ma anche della stesura della storia della città, due attività da cui maturò un’esperienza utile anche per la sua attività di responsabile dei beni culturali dei Minori marchigiani. Fu l’ideatore e l’anima dei convegni dedicati a San Giacomo della Marca, la cui organizzazione permise alla rivista Picenum Seraphicum di avviare la sua seconda serie come organo ufficiale di edizione per gli atti.

### Bernardino Pulcinelli
(Sassoferrato, 25/01/1922 - Falconara Marittima, 9/04/2006) Entrò nell'Ordine nel 1938. Dopo aver frequentato la Scuola Vaticana di paleografia, diplomatica e archivistica venne nominato vice-direttore della Biblioteca di Falconara, diventandone poi direttore dopo la scomparsa del predecessore. Grazie alla sua lungimiranza, la Biblioteca accrebbe enormemente il proprio patrimonio, fino a diventare un organo di riferimento per gli studi francescani e marchigiani.

### Gabriele Lazzarini
(Monteprandone, 04/01/1953-) È stato direttore della Biblioteca nel biennio 2007-2008; oggi ne è il vice-direttore.

### Giancarlo Mandolini
(Senigallia, 24/10/1932-) È stato direttore della Biblioteca dal 2006 al 2007, poi di nuovo dal 2008 al 2017.

### Lorenzo Turchi
(Recanati, 11/01/1978-) È direttore della Biblioteca dal 2017.